# Ye-U
Ye-U är en kommun i Myanmar.   Den ligger i regionen Sagaingregionen, i den centrala delen av landet, 400 km norr om huvudstaden Naypyidaw. Antalet invånare är 128 672.